# Centre d'exposition international
Le Centre d'exposition international (ukrainien : Міжнародний виставковий центр) de Kiev est le plus grand centre d'exposition d'Ukraine. Situé dans le quartier de Livoberezhna, il a ouvert en octobre 2002.

## Histoire
L'idée de la construction du complexe est venue de Viktor Tkatchenko, alors directeur du Palais des sports de Kiev. L'actuel directeur du centre, l'architecte ukrainien Yanouch Wig, a conçu le complexe, Edouard Safronov dirigeant la construction.
Il accueille le 62e Concours Eurovision de la Chanson, les 9, 11 et 13 mai 2017.

## Architecture
Le centre combine dans un seul ensemble architectural trois salles, pour un total de 58 000 m2, dont 28 018 sont consacrés aux expositions. Le complexe possède une salle des congrès et quatorze salles de conférence avec une capacité de 90 à 600 sièges, des salles de réunions, des salles de stockage d'objets de valeurs et d'armes, des cafés, des restaurants, des salles de bains, des toilettes, le tout climatisé.[réf. nécessaire]

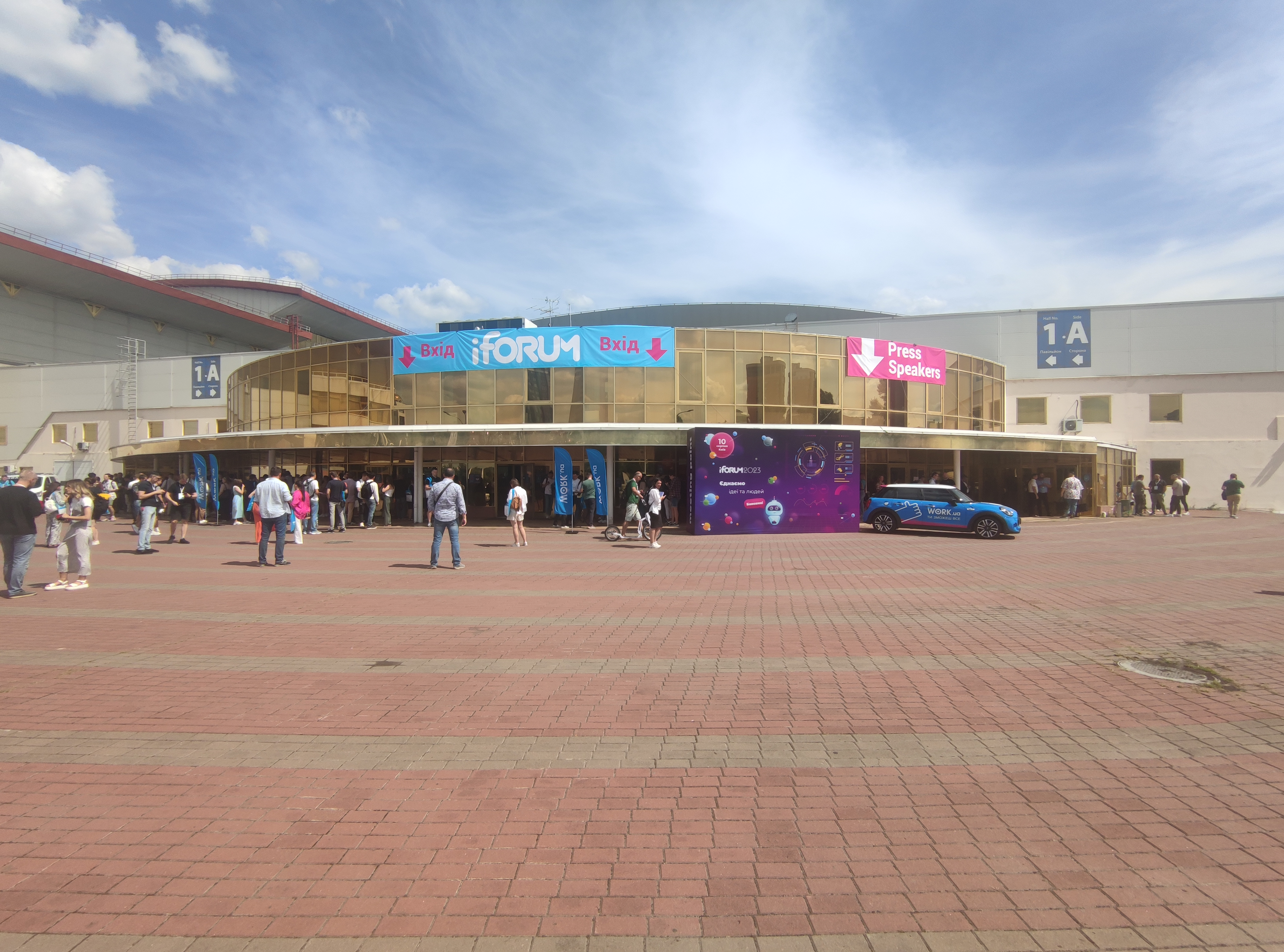
Entrée du hall 1A lors du Iforum en 2023.

## Transports publics
Le centre est relié au réseau de transports publics kiévien par la station de métro Livoberezhna de la ligne Svyatochins'ko-Brovars'ka (ligne 1), qui se trouve à dix minutes de marche.